# A Almadraba Atuneira
Almadraba Atuneira (1961) é um documentário português de curta-metragem, de António Campos.
Caracteriza-se como filme inovador em Portugal pelo facto de se inserir na prática do filme etnográfico,  um género de cinema praticado por Robert Flaherty, seu inspirador, e por Jean Rouch, que o explora com técinas do chamado cinema directo, com o uso das novas câmaras de 16 mm, máquinas leves que permitiam uma abordagem mais ágil dos temas e com custos de produção significativamente inferiores aos do formato em 35 mm.
É uma obra de antropologia visual, obra pioneira do movimento do Novo Cinema português que, em especial no documentário, se preocupa com a prática da etnologia de salvaguarda. Trata-se de uma abordagem sóbria e esteticamente equilibrada das realidades que mostra, com um aproveitamento subtil do filma a preto e branco.

## Ficha técnica adicional
- Imagem: António Campos
- Som: António Campos e Alexandre Gonçalves
- Música: Extractos da Sagração da Primavera de Stravinsky
- Género: documentário etnográfico
- Montagem: António Campos

## Sinopse
A vida de pescadores de atum e das suas famílias durante a campanha na Armação da Abóbora, (actualmente Ilha de Cabanas), em Tavira ( Algarve). Os métodos de pesca. O regresso ao lar depois da faina.

## Festivais
- Festival de La Rochelle, em França.

(Homenagem a António Campos – 1995)